# Formula Regional Japanese Championship 2020
Die Formula Regional Japanese Championship 2020 (offiziell 2020年のフォーミュラ・リージョナル・ジャパニーズ・チャンピオンシップ) war die erste Saison der Formula Regional Japanese Championship als FIA-zertifizierte Formel-Regional-Rennserie. Es gab 14 Rennen in Japan. Die Saison begann am 1. August in Fuji und endete am 12. Dezember in Hita.

## Teams und Fahrer
Alle Teams und Fahrer verwendeten das Dome-Chassis F111/3, einen aufgeladenen 1,75-Liter-Turbomotor von Alfa Romeo-Autotecnica und Reifen von Dunlop.
| Team                 | Auto # | Fahrer            | Status | Rennwochenende | Quelle |
| -------------------- | ------ | ----------------- | ------ | -------------- | ------ |
| Sutekina Racing Team | 03     | Sena Sakaguchi    |        | 1, 3–6         |        |
| Sutekina Racing Team | 05     | Yu Kanamaru       |        | 1, 6           |        |
| Sutekina Racing Team | 05     | Miku Ikejima      |        | 3              |        |
| Sutekina Racing Team | 08     | Takuro Shinohara  |        | 1              |        |
| Sutekina Racing Team | 08     | Mizuki Ishizaka   |        | 5              |        |
| Sutekina Racing Team | 08     | Miku Ikejima      |        | 6              |        |
| JMS Racing           | 04     | Nobuhiro Imada    | M      | 1–5            |        |
| JMS Racing           | 05     | Takashi Hata      |        | 5              |        |
| Super License        | 06     | Tomoki Takahashi  |        | 1–3            |        |
| Super License        | 06     | Ai Miura          |        | 4–5            |        |
| Zap Speed            | 08     | Yuki Nemoto       |        | 2              |        |
| Zap Speed            | 08     | Riki Okusa        |        | 3              |        |
| Zap Speed            | 86     | Hachiro Osaka     | M      | 1              |        |
| Zap Speed            | 86     | Miki Koyama       |        | 3              |        |
| Rn-sports            | 11     | Masayuki Ueda     | M      | 1–5            |        |
| B-MAX                | 13     | Motoyoshi Yoshida | M      | 1, 3           |        |
| B-MAX                | 27     | Syuji             | M      | 1–5            |        |
| B-MAX                | 30     | Dragon            | M      | 1–5            |        |
| N-SPEED              | 23     | Yugo              | M      | 3              |        |
| TOM’S Youth          | 28     | Yuga Furutani     |        | Alle           |        |
| CMS                  | 34     | Masaru Miura      | M      | 1, 4           |        |
| Saccess Racing       | 39     | Daichi Okamoto    |        | 3              |        |
| Team Goh             | 5      | Satoshi Motoyama  | M      | 6              |        |
| Field Racing         | 78     | Ryohei Sakaguchi  |        | 1              |        |

## Rennkalender
Der Rennkalender wurde am 27. Dezember 2019 veröffentlicht. Im April 2020 wurde aufgrund der globalen COVID-19-Pandemie sowohl die Saisoneröffnung als auch das geplante Saisonfinale in Fuji abgesagt. Weiters wurde wenig später der als zweites Rennwochenende geplante Lauf in Mimasaka ebenfalls abgesagt. Am 17. Juni 2020 wurde ein überarbeiteter Rennkalender veröffentlicht.
| Nr. | Datum         | Rennstrecke                              | Sieger           | Zweiter          | Dritter          | Pole-Position    | Schnellste Rennrunde |
| --- | ------------- | ---------------------------------------- | ---------------- | ---------------- | ---------------- | ---------------- | -------------------- |
| 01. | 01. August    | Fuji Speedway (Oyama 1)                  | Sena Sakaguchi   | Yu Kanamaru      | Takuro Shinohara | Sena Sakaguchi   | Sena Sakaguchi       |
| 02. | 01. August    | Fuji Speedway (Oyama 1)                  | Sena Sakaguchi   | Takuro Shinohara | Tomoki Takahashi | Sena Sakaguchi   | Sena Sakaguchi       |
| 03. | 02. August    | Fuji Speedway (Oyama 1)                  | Sena Sakaguchi   | Tomoki Takahashi | Yu Kanamaru      | Sena Sakaguchi   | Sena Sakaguchi       |
| 04. | 22. August    | Sportsland SUGO (Sugō)                   | Tomoki Takahashi | Yuga Furutani    | Yuki Nemoto      | Tomoki Takahashi | Tomoki Takahashi     |
| 05. | 23. August    | Sportsland SUGO (Sugō)                   | Yuki Nemoto      | Tomoki Takahashi | Yuga Furutani    | Tomoki Takahashi | Yuga Furutani        |
| 06. | 23. August    | Sportsland SUGO (Sugō)                   | Tomoki Takahashi | Yuki Nemoto      | Yuga Furutani    | Tomoki Takahashi | Tomoki Takahashi     |
| 07. | 05. September | Fuji Speedway (Oyama 2)                  | Sena Sakaguchi   | Tomoki Takahashi | Yuga Furutani    | Sena Sakaguchi   | Sena Sakaguchi       |
| 08. | 05. September | Fuji Speedway (Oyama 2)                  | Sena Sakaguchi   | Yuga Furutani    | Riki Okusa       | Sena Sakaguchi   | Sena Sakaguchi       |
| 09. | 19. September | Twin Ring Motegi (Motegi)                | Sena Sakaguchi   | Yuga Furutani    | Ai Miura         | Sena Sakaguchi   | Sena Sakaguchi       |
| 10. | 20. September | Twin Ring Motegi (Motegi)                | Sena Sakaguchi   | Yuga Furutani    | Masayuki Ueda    | Sena Sakaguchi   | Sena Sakaguchi       |
| 11. | 01. November  | Okayama International Circuit (Mimasaka) | Sena Sakaguchi   | Yuga Furutani    | Mizuki Ishizaka  | Sena Sakaguchi   | Yuga Furutani        |
| 12. | 01. November  | Okayama International Circuit (Mimasaka) | Sena Sakaguchi   | Yuga Furutani    | Mizuki Ishizaka  | Sena Sakaguchi   | Sena Sakaguchi       |
| 13. | 12. Dezember  | Autopolis (Hita)                         | Sena Sakaguchi   | Yuga Furutani    | Yu Kanamaru      | Yuga Furutani    | Yuga Furutani        |
| 14. | 12. Dezember  | Autopolis (Hita)                         | Sena Sakaguchi   | Yuga Furutani    | Yu Kanamaru      | Yuga Furutani    | Yuga Furutani        |

## Wertungen

### Punktesystem
Bei jedem Rennen bekamen die ersten zehn des Rennens 25, 18, 15, 12, 10, 8, 6, 4, 2 bzw. 1 Punkt(e). Es gab keine Punkte für die Pole-Position und die schnellste Rennrunde.
| Punkteverteilung | Punkteverteilung | Punkteverteilung | Punkteverteilung | Punkteverteilung | Punkteverteilung | Punkteverteilung | Punkteverteilung | Punkteverteilung | Punkteverteilung | Punkteverteilung | Punkteverteilung | Punkteverteilung |
| ---------------- | ---------------- | ---------------- | ---------------- | ---------------- | ---------------- | ---------------- | ---------------- | ---------------- | ---------------- | ---------------- | ---------------- | ---------------- |
| Platz            | 1                | 2                | 3                | 4                | 5                | 6                | 7                | 8                | 9                | 10               | PP               | SR               |
| Punkte           | 25               | 18               | 15               | 12               | 10               | 8                | 6                | 4                | 2                | 1                | –                | –                |

### Fahrerwertung
| Pos. | Fahrer       | FU1 | FU1 | FU1 | SUG | SUG | SUG | FU2 | FU2 | MOT | MOT | OKA | OKA | AUT | AUT | Punkte |
| Pos. | Fahrer       | R1  | R2  | R3  | R1  | R2  | R3  | R1  | R2  | R1  | R2  | R1  | R2  | R1  | R2  | Punkte |
| ---- | ------------ | --- | --- | --- | --- | --- | --- | --- | --- | --- | --- | --- | --- | --- | --- | ------ |
| 01   | S. Sakaguchi | 1   | 1   | 1   |     |     |     | 1   | 1   | 1   | 1   | 1   | 1   | 1   | 1   | 275    |
| 02   | Y. Furutani  | 4   | 5   | 4   | 2   | 3   | 3   | 3   | 2   | 2   | 2   | 2   | 2   | 2   | 2   | 223    |
| 03   | T. Takahashi | 6   | 3   | 2   | 1   | 2   | 1   | 2   | 4   |     |     |     |     |     |     | 139    |
| 04   | M. Ueda      | 9   | 8   | 9   | 5   | 4   | 6   | 9   | 8   | 7   | 3   | 6   | 7   |     |     | 79     |
| 05   | N. Imada     | 7   | 10  | 7   | 4   | 6   | 4   | 8   | 13  | 4   | 5   | 9   | 8   |     |     | 77     |
| 06   | Dragon       | DNS | 7   | 8   | 6   | 5   | 5   | 6   | 7   | 6   | DNF | 7   | 5   |     |     | 76     |
| 07   | Y. Kanamaru  | 2   | 4   | 3   |     |     |     |     |     |     |     |     |     | 3   | 3   | 75     |
| 08   | Y. Nemoto    |     |     |     | 3   | 1   | 2   |     |     |     |     |     |     |     |     | 58     |
| 09   | T. Shinohara | 3   | 2   | 5   |     |     |     |     |     |     |     |     |     |     |     | 43     |
| 10   | Syuji        | 12  | 11  | 13  | 7   | 7   | 7   | 11  | 10  | 8   | 4   | 8   | 9   |     |     | 41     |
| 11   | A. Miura     |     |     |     |     |     |     |     |     | 3   | DNF | 4   | 4   |     |     | 39     |
| 12   | M. Ishizaka  |     |     |     |     |     |     |     |     |     |     | 3   | 3   |     |     | 30     |
| 13   | R. Sakaguchi | 5   | 6   | 6   |     |     |     |     |     |     |     |     |     |     |     | 26     |
| 14   | R. Okusa     |     |     |     |     |     |     | 5   | 3   |     |     |     |     |     |     | 25     |
| 15   | M. Ikejima   |     |     |     |     |     |     | 10  | 9   |     |     |     |     | 5   | 4   | 25     |
| 16   | S. Motoyama  |     |     |     |     |     |     |     |     |     |     |     |     | 4   | 5   | 22     |
| 17   | D. Okamoto   |     |     |     |     |     |     | 4   | 6   |     |     |     |     |     |     | 20     |
| 18   | T. Hata      |     |     |     |     |     |     |     |     |     |     | 5   | 6   |     |     | 18     |
| 19   | M. Miura     | 8   | 9   | 10  |     |     |     |     |     | 5   | DNF |     |     |     |     | 17     |
| 20   | M. Koyama    |     |     |     |     |     |     | 7   | 5   |     |     |     |     |     |     | 16     |
| 21   | H. Osaka     | 10  | 12  | 11  |     |     |     |     |     |     |     |     |     |     |     | 1      |
| 22   | M. Yoshida   | 11  | 13  | 12  |     |     |     | 12  | 12  |     |     |     |     |     |     | 0      |
| 23   | Yugo         |     |     |     |     |     |     | 13  | 11  |     |     |     |     |     |     | 0      |
| Pos. | Fahrer       | R1  | R2  | R3  | R1  | R2  | R3  | R1  | R2  | R1  | R2  | R1  | R2  | R1  | R2  | Punkte |
| Pos. | Fahrer       | FU1 | FU1 | FU1 | SUG | SUG | SUG | FU2 | FU2 | MOT | MOT | OKA | OKA | AUT | AUT | Punkte |

| Legende       | Legende                        | Legende                                                              |
| Farbe         | Abkürzung                      | Bedeutung                                                            |
| ------------- | ------------------------------ | -------------------------------------------------------------------- |
| Gold          | –                              | Sieg                                                                 |
| Silber        | –                              | 2. Platz                                                             |
| Bronze        | –                              | 3. Platz                                                             |
| Grün          | –                              | 4. bis 10. Platz                                                     |
| Hellblau      | –                              | 10. Platz aufwärts (punktberechtigt)                                 |
| Blau          | –                              | Klassifiziert außerhalb der Punkteränge                              |
| Dunkelblau    | –                              | Klassifiziert innerhalb der Punkteränge aber keine Punktberechtigung |
| Violett       | DNF                            | Rennen nicht beendet (did not finish)                                |
| Violett       | NC                             | nicht klassifiziert (not classified)                                 |
| Rot           | DNQ                            | nicht qualifiziert (did not qualify)                                 |
| Rot           | DNPQ                           | in Vorqualifikation gescheitert (did not pre-qualify)                |
| Schwarz       | DSQ                            | disqualifiziert (disqualified)                                       |
| Weiß          | DNS                            | nicht am Start (did not start)                                       |
| Weiß          | WD                             | zurückgezogen (withdrawn)                                            |
| ohne          | PO                             | nur am Training teilgenommen (practiced only)                        |
| ohne          | DNP                            | nicht am Training teilgenommen (did not practice)                    |
| ohne          | INJ                            | verletzt oder krank (injured)                                        |
| ohne          | EX                             | ausgeschlossen (excluded)                                            |
| ohne          | DNA                            | nicht erschienen (did not arrive)                                    |
| ohne          | C                              | Rennen abgesagt (cancelled)                                          |
| ohne          | keine Teilnahme                |                                                                      |
| sonstige      | P/fett                         | Pole-Position                                                        |
| sonstige      | SR/kursiv                      | Schnellste Rennrunde                                                 |
| sonstige      | Q                              | Extrapunkte für Pole-Position                                        |
| sonstige      | X                              | Extrapunkte für gewonnene Positionen                                 |
| sonstige      | *                              | nicht im Ziel, aufgrund der zurückgelegten Distanz aber gewertet     |
| sonstige      | ()                             | Streichresultate                                                     |
| unterstrichen | Führender in der Gesamtwertung |                                                                      |